# Municipio de Buckingham (Iowa)
El municipio de Buckingham (en inglés: Buckingham Township) es un municipio ubicado en el condado de Tama en el estado estadounidense de Iowa. En el año 2010 tenía una población de 295 habitantes y una densidad poblacional de 3,18 personas por km².

## Geografía
El municipio de Buckingham se encuentra ubicado en las coordenadas 42°15′14″N 92°28′30″O / 42.25389, -92.47500. Según la Oficina del Censo de los Estados Unidos, el municipio tiene una superficie total de 92.66 km², de la cual 92,66 km² corresponden a tierra firme y (0 %) 0 km² es agua.

## Demografía
Según el censo de 2010, había 295 personas residiendo en el municipio de Buckingham. La densidad de población era de 3,18 hab./km². De los 295 habitantes, el municipio de Buckingham estaba compuesto por el 98,98 % blancos, el 0,68 % eran amerindios y el 0,34 % eran de una mezcla de razas. Del total de la población el 0 % eran hispanos o latinos de cualquier raza.